# Zaynab al-Awadiya
Zaynab al-Awadiya (en árabe: زينب الأوَدية‎, Zaynab al-Awadiyyah, a veces transliterado como al-Awadiyyah or al-Awdiyah), también conocida como Zaynab de Bani Awd (en árabe: زينب طبيبة بني أود‎), fue una médica y oculista experta del siglo VII. Era miembro de la tribu árabe de Banu Awd. Como era una médica de talento, tenía una gran reputación entre los árabes debido a su experiencia en tratar inflamaciones oculares y heridas. Zaynab, considerada una figura literaria, aparece mencionada en distintos libros medievales árabes. En particular, el Kitab al-Aghani (Libro de las canciones), una de las principales obras del historiador del siglo X Abu'l-Faraj al-Isfahani, así como la obra enciclopédica Uyūn ul-Anbāʾ fī Ṭabaqāt al-Aṭibbā (Enciclopedia biográfica de los médicos), redactada por el médico Ibn Abi Usaibia en el siglo XIII. 